# تسوینگنبرگ (بادن)
تسوینگنبرگ (به آلمانی: Zwingenberg) یک شهر در آلمان است که در نکار-ادنوالد واقع شده‌است.